# لوزرنتا
لوزرنتا (به ایتالیایی: Lusernetta) یک کومونه در ایتالیا است که در استان تورین واقع شده‌است.

## خصوصیات
لوزرنتا ۷٫۲ کیلومترمربع مساحت و ۵۰۸ نفر جمعیت دارد.